# Грейвс, Уильям Сидней
Уильям Сидней Грейвс (англ. William Sidney Graves, 27 марта 1865 — 27 февраля 1940) — американский генерал, интервент, командовавший американскими экспедиционными силами на Дальнем востоке и в Сибири во время гражданской войны в России.

## Биография

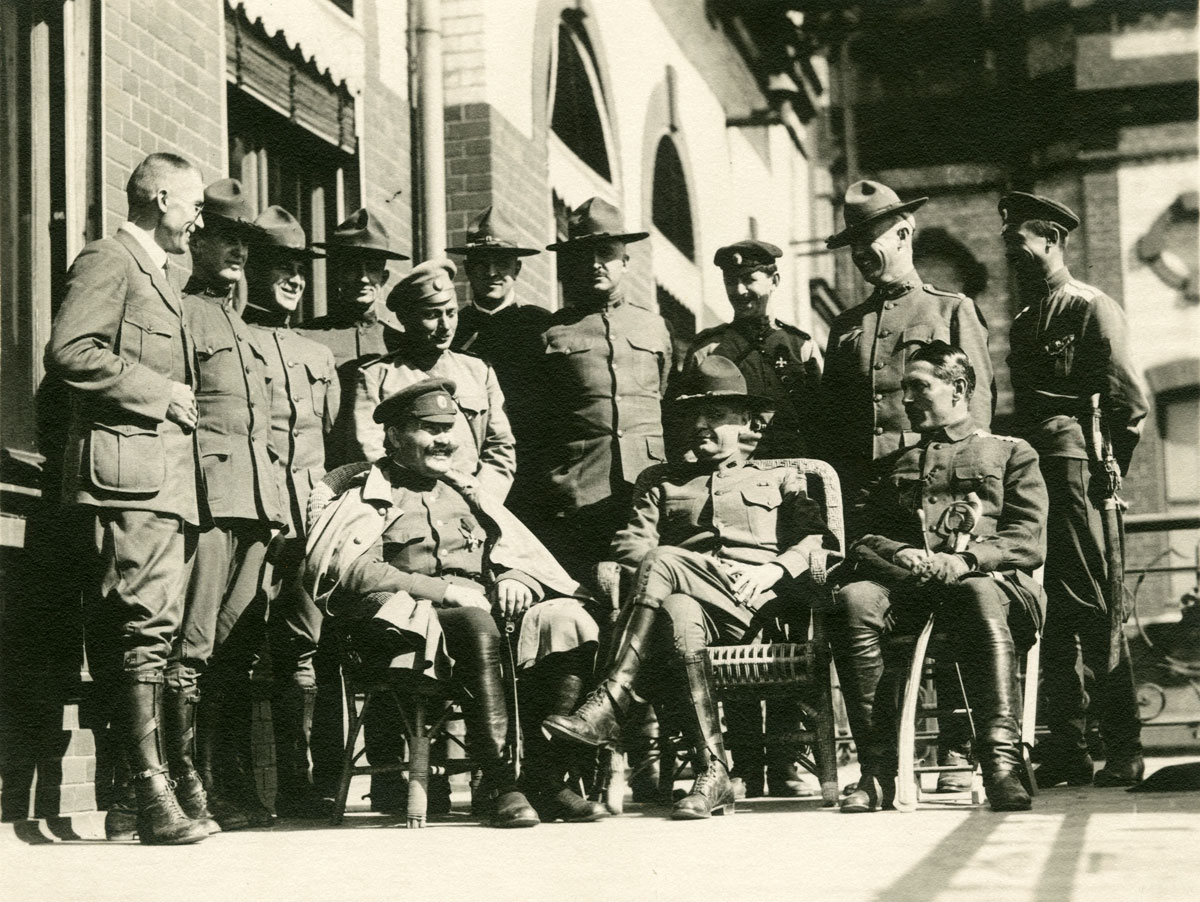
Атаман Г. М. Семёнов с представителями американской миссии во главе с У. Грейвсом. Владивосток, 1918 г.

Родился в Маунт-Калм в Техасе. Окончил военную академию Вест-Пойнт в 1889 году. Служил в 7 и 6 пехотных полках. Повышен до старшего лейтенанта в ноябре 1896 года, и капитана в сентябре 1899 года. В 1899—1902 участвовал в филиппино-американской войне. Затем период гарнизонной службы и в 1904—1906 снова служба на Филиппинах. В 1909 году назначен работать в генеральном штабе в Вашингтоне. Произведён в майоры в марте 1911 года, подполковники в июле 1916 года, полковники в июне 1917 года и бригадные генералы в феврале 1918 года. В мае-июле 1917 года совершил тайную поездку в Великобританию и Францию, подготавливая вступление США в Первую мировую войну.
Был назначен президентом Вильсоном командующим американскими экспедиционными силами в Сибири (AEF Siberia), включавшими в себя 27 и 31 пехотные полки армии США и большое число добровольцев из 13 и 62 пехотных полков, всего 7950 человек. Прибыл во Владивосток 4 сентября 1918 года. В отличие от интервенции на севере России, где все силы интервентов независимо от страны находились под общим британским командованием, на Востоке силы каждой страны подчинялись только своему командованию, а совместные действия обсуждались в ходе переговоров.
Официальной задачей Грейвса была охрана Транссиба и эвакуация Чехословацких легионов из России. Грейвс на протяжении всей своей миссии в Сибири и на Дальнем Востоке категорически не сочувствовал целям и идеям Белого движения, высказывая явные симпатии к большевикам и эсерам, которым оказывал содействие даже вопреки приказам собственного начальства.
Грейвс объявил, что он будет проводить политику «невмешательства во внутренние дела России» и «полного нейтралитета», то есть одинакового отношения к Колчаковским силам и красным партизанам. По межсоюзническому железнодорожному соглашению американцам был назначен для охраны участки Транссиба от Владивостока до Уссурийска и в районе Верхнеудинска. В своей зоне ответственности американцы не противодействовали красным партизанам и разрешали рабочим-большевикам Сучанских каменноугольных копей проводить митинги. В результате при нейтралитете американцев в Приморье сформировались крупные красные силы, достигающие нескольких тысяч человек. Это привело к конфликту между Грейвсом и атаманом Семёновым, ориентировавшемся на японцев. Семёнов обвинял Грейвса в поддержке красных, а Грейвс Семёнова и поддерживающих его японцев — в бандитизме и жестокости по отношению к местному населению.
Когда осенью 1919 года во Владивосток на американских кораблях начали прибывать винтовки, закупленные правительством Колчака в США, Грейвс отказался отправлять их дальше по железной дороге. Свои действия он оправдывал тем, что оружие может попасть в руки частей атамана Калмыкова, который по утверждению Грейвса, при моральной поддержке японцев готовился напасть на американские части. Под давлением других союзников он всё же отправил оружие в Иркутск, но к тому времени власть в городе взял Политцентр и винтовки не достались колчаковцам.

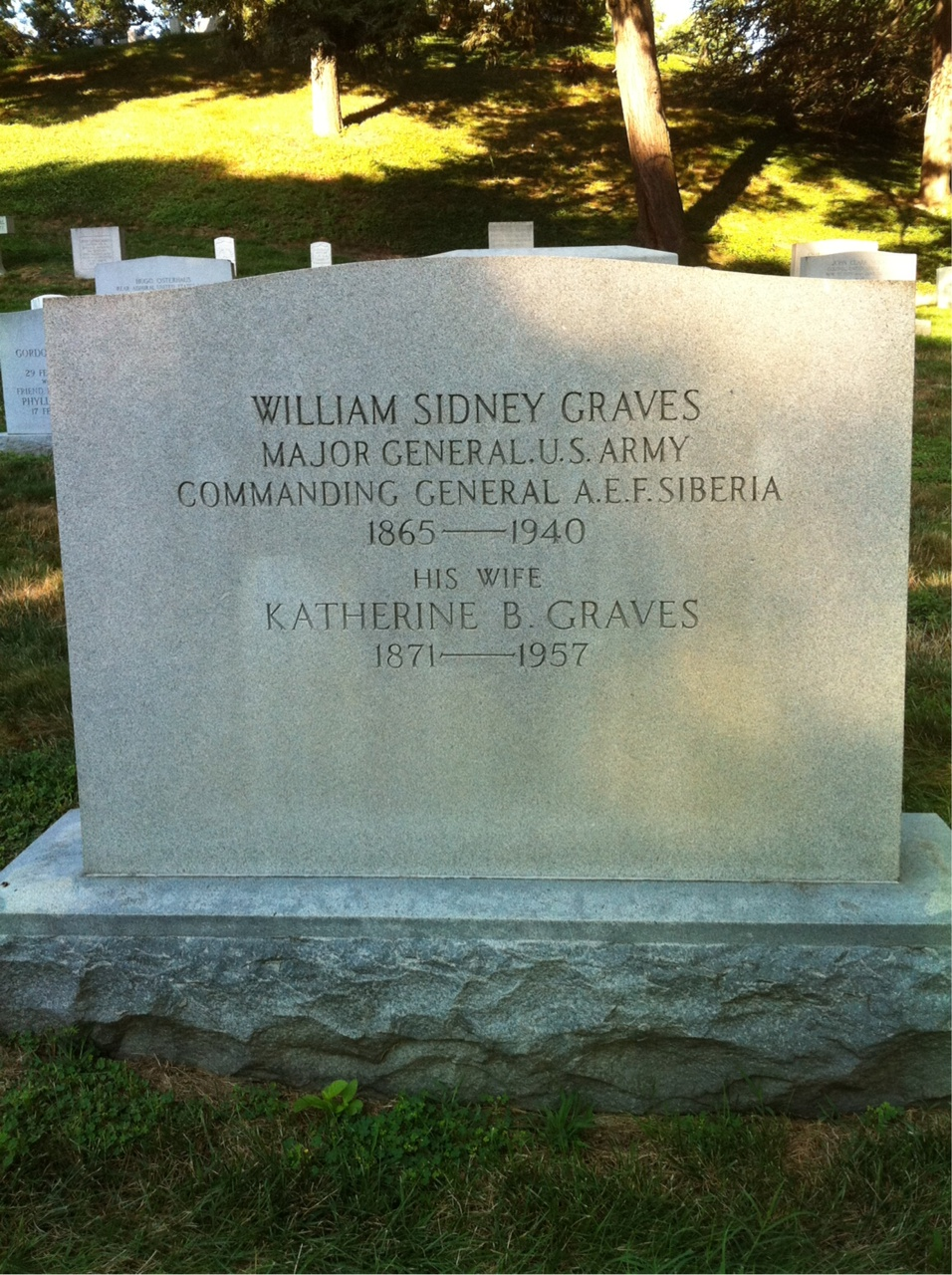
Могила генерала У. Грейвса

В ноябре 1919 года Грейвс участвовал в антиколчаковском заговоре Р. Гайды во Владивостоке, осуществляя связь между эсеровским подпольем и чехословаками.
В начале 1920 года все американские части были выведены из России. Впоследствии Грейвс командовал зоной Панамского канала.
Весной-летом 1922 году в Ванкувере и Нью-Йорке под присягой дал свидетельские показания против атамана Семёнова, обвинив его в расстрелах американских солдат. Судебное дело Сёменов выиграл, опровергнув с помощью генерала Нокса обвинения Грейвса и уличив его в клевете. После проигрыша Грейвсом суда, ряд высокопоставленных американских военных потребовали удаления оскандалившегося генерала из рядов вооружённых сил. Вышел в отставку в 1928 году.
В 1931 году написал книгу «Американская авантюра в Сибири», где описал преступления белых частей на Дальнем востоке.
Грейвса рекомендовал в своём письме Сталину нарком по иностранным делам Литвинов от 08.04.1934 в качестве «независимого» публициста, пользующимся репутацией знатока дальневосточных дел.
Умер в 1940 году. Похоронен на Арлингтонском кладбище.

## Труды
- America’s Siberian Adventure (1918—1920) by General William S. Graves
  - Американская интервенция в Сибири. 1918—1920 : воспоминания командующего экспедиционным корпусом / [Перевод с англ. Л. А. Игоревского]. — М. : Центрполиграф, 2018. — 285, [2] с. — (США против красных и белых). — ISBN 978-5-9524-5294-7